# Untertongesang
Der Untertongesang ist eine Gesangstechnik, bei der durch besonderen Einsatz des Kehlkopfs Töne hervorgebracht werden, die unterhalb des Singtons liegen. Im Gegensatz zum Obertongesang sind diese Töne nicht Obertöne, also ganzzahlige Vielfache des Grundtons, sondern Untertöne/Subharmonische, also ganzzahlige Teiler des Grundtons.
Die Kunst des Untertongesangs ist vor allem von den Kehlsängern aus Tuwa, Mongolei, von den rituellen Gesängen der tibetischen Lamas und von den Xhosa in Südafrika bekannt.

## Arten
Es gibt zwei grundlegende Arten, im Kehlkopf Untertöne zu erzeugen: den Strohbass (engl. vocal fry) und die Kehlgesangstechniken.

### Strohbassuntertöne
Bei der Strohbasstechnik wird der Schwingungsmodus der Stimmbänder verändert. Sie wird in der Regel bis zur ersten Subharmonischen gesungen und ermöglicht Sängern, die Stimme um eine Oktave nach unten zu transponieren und damit den Stimmambitus zu erweitern. Diese Kunst wird gelegentlich in westlicher E-Musik gefordert. Wenige experimentelle Sänger können auch bis zur 5. Subharmonischen singen.

### Kehlgesanguntertöne
Bei Kehltechniken werden andere Teile des Kehlkopfs zusammen mit den Stimmbändern in Schwingung versetzt (Taschenfalten, aryepiglottische Falten). Hierbei wird die erste Subharmonische gesungen, die Partie klingt also eine Oktave unterhalb der Singstimme. In Europa findet man diese Technik bei den sardischen cantu a tenore. In Tuva nennt man die Technik kargyraa, in der Mongolei charchiraa, in Südafrika umngqokolo. In diesen Ländern ist es üblich, den Untertongesang mit Obertontechniken zu kombinieren.